# Kecamatan Praya Barat Daya
Kecamatan Praya Barat Daya är ett distrikt i Indonesien.   Det ligger i provinsen Nusa Tenggara Barat, i den sydvästra delen av landet, 1 100 km öster om huvudstaden Jakarta. Kecamatan Praya Barat Daya ligger på ön Lombok Island.